# لقمان أبو صخر
خالد حمادي الشايب والمكنى بلقمان أبو صخر، ولد عام 1984 في منطقة الماء الأبيض بمحافظة تبسة الجزائرية وتوفي 29 مارس 2015 بقفصة، هو مقاتل وإرهابي جزائري وقائد وأمير كتيبة عقبة بن نافع التابعة لتنظيم القاعدة في بلاد المغرب الإسلامي والعقل المدبر والمخطط الأول لكل العمليات الإرهابية التي جدت في تونس بين 2012 و2015.
ضلع في قتل 15 جنديا تونسيا ذبحا في جبال الشعانبي، ودبر عملية مهاجمة منزل وزير الداخلية التونسي لطفي بن جدو وأشرف على هجوم باردو سنة 2015، الذي راح ضحيته 23 شخصا غالبتهم من السياح.

## حياته
زاول لقمان تعليمه وتدرج في الدراسة إلى أن بلغ المرحلة الجامعية حيث تخصص في الكمياء، ما مكنه من كسب معرفة كبيرة في مجال المواد المتفجرة وكيفية صنع القنابل. ظهر لأول مرة في صفوف الجماعات الإرهابية في سنة 2008 بعد عملية قضت فيها السلطات الجزائرية على كتيبة العتروس.

## الجماعات الإرهابية
كان الصعود السريع للقمان لتبوأ مناصب الكبرى في تنظيم القاعدة لبلاد المغرب الإسلامي بعلاقة مع الخلاف الذي نشأ في ذلك الوقت بين قيادات في تنظيم القاعدة ومختار بلمختار الذي أنشأ لاحقا ما يعرف بكتيبة الموقعون بالدم وأوكلت إليه مهمة إعادة بناء بيت تنظيم أنصار الشريعة.